# Arcadia (ort i Argentina)
Arcadia är en ort i Argentina.   Den ligger i provinsen Tucumán, i den norra delen av landet, 1 100 kilometer nordväst om huvudstaden Buenos Aires. Arcadia ligger 375 meter över havet och antalet invånare är 1 888.
Terrängen runt Arcadia är platt. Närmaste större samhälle är Concepción, 4,4 kilometer sydväst om Arcadia.
Trakten runt Arcadia består till största delen av jordbruksmark. Runt Arcadia är det ganska tätbefolkat, med 65 invånare per kvadratkilometer.